# Agoraea emendatus
Agoraea emendatus là một loài bướm đêm thuộc phân họ Arctiinae, họ Erebidae.